# جزيرة غينتينغ
جزيرة غينتينغ وهي جزيرة من جزر إندونيسيا، وتقع ضمن جزر سومينيب في إقليم جاوة الشرقية.